# Cortes Generales
Cortes Generales (spanskt uttal: [ˈkoɾtes xeneˈɾales]) är det spanska parlamentet. Det består av två kammare, underhuset deputeradekammaren (spanska: Congreso de los Diputados) och överhuset senaten (spanska: Senado de España). Parlamentet har makten att stifta lagar och göra tillägg till konstitutionen, och dessutom har underhuset makt att avsätta premiärministern. Det består av 616 ledamöter, varav 266 sitter i senaten och 350 i underhuset.

## Beskrivning
Sedan 1978 års spanska författning är det Spaniens kung (statsöverhuvudet i en ärftlig monarki) som utser premiärministern och på inrådan av denne även de övriga personerna i landets regering. Regeringen är därefter ansvarig inför parlamentet – Cortes Generales.

### Två kamrar och allmänna val
Parlamentet består av två kamrar – deputeradekammaren ("underhuset") och senaten ("överhuset"). Deputeradekammarens 350 ledamöter väljs via direkta val, enligt författningen vart fjärde år och enligt en proportionell metod med antal ledamöter direkt baserat på antal röster i de olika valförsamlingarna. Ett parti måste dock uppnå tre procent av rösterna i landet för att bli tilldelat mandat. 208 av senatens 266 ledamöter väljs också direkt (i regel vid samma allmänna valtillfälle), medan de övriga senatorerna utses av de autonoma regionernas egna parlament.
De allmänna valen inkluderar medborgarna i hela Spanien. Detta inkluderar spanjorerna i de 17 autonoma regionerna samt de – sedan 1995 – två självstyrande områdena Ceuta och Melilla.

## Historik

### Det gamla kungadömet
Cortes har som monarkistisk institution månghundraåriga anor, med kungariket Leóns cortes som är äldre än det engelska parlamentet. Efter enandet av Spanien innehade dessa olika grader av makt, där den katalanska cortes upphävdes efter spanska tronföljdskriget 1716. I och med Napoleonkrigen och den franska ockupationen etablerades en cortes i exil, som kom att katalysera den spanska exilregeringens motstånd. Den var därmed avgörande för utropandet av 1812 års författning och senare 1833 års territoriella indelning, som upphävde de gamla kungarikenas autonomi. Den tog vid republikens utropande 1873 absolut makt men kom från monarkins återupprättande följande år att utöva den lagstiftande makten, med en vald senat (som tidigare varit utnämnd av monarken) över deputeradekammaren. Under den andra republiken, från 1931, kom den att vara fokuspunkten för ökade strider mellan vänster- och högerfraktioner och förflyttades under spanska inbördeskriget mellan flera spanska städer. Efter Francos seger gick merparten av medlemmarna i exil, och den republikanska författningen upphävdes. Som en av de första handlingarna i konstituerandet av nationalistregimen återskapades en cortes españolas 1942, med en kammare och en varierande skara ledamöter som var antingen utnämnda av statschefen, alltså Franco, lokala föreningar och företag, samt indirekt av en begränsad del av befolkningen. Partiväsende förekom inte och samtliga politiska representanter var medlemmar av massrörelsen Movimiento Nacioñal, som dominerades av Falangistpartiet.

### Efter Franco
Under Franco genomfördes endast fragmentariska reformer, och regeringen var fortsatt utnämnd av Franco, som statschef i väntan på kungens tillträde, även om premiärministerposten skildes från denne 1973. Efter Francos död 1975 genomfördes en politisk reform, där den tidigare enkammarriksdagen 1977 omvandlades till en tvåkammarriksdag. 1977 genomfördes Spaniens första allmänna val sedan 1936, där det nyvalda Cortes bland annat fick i uppdrag att utarbeta en ny författning.

### Parlamentsvalen sedan 1975
Nedan listas de allmänna spanska parlamentsvalen sedan Francisco Francos död 1975 och inledningen av den återgång till demokrati som därefter inleddes.
| Datum och år     | Största parti | Premiärminister              |
| ---------------- | ------------- | ---------------------------- |
| 15 juni 1977     | UCD           | Adolfo Suárez                |
| 1 mars 1979      | UCD           | Adolfo Suárez                |
| 28 oktober 1982  | PSOE          | Felipe González              |
| 22 juni 1986     | PSOE          | Felipe González              |
| 29 oktober 1989  | PSOE          | Felipe González              |
| 6 juni 1993      | PSOE          | Felipe González              |
| 3 mars 1996      | PP            | José María Aznar             |
| 12 mars 2000     | PP            | José María Aznar             |
| 14 mars 2004     | PSOE          | José Luis Rodríguez Zapatero |
| 9 mars 2008      | PSOE          | José Luis Rodríguez Zapatero |
| 20 november 2011 | PP            | Mariano Rajoy                |
| 20 december 2015 | PP            | Mariano Rajoy                |
| 26 juni 2016     | PP            | Mariano Rajoy                |
| 28 april 2019    | PSOE          | Pedro Sánchez                |
| 10 november 2019 | PSOE          | Pedro Sánchez                |
| 23 juli 2023     | PP            | Pedro Sánchez                |